# Ed Litzenberger
Edward Charles John "Ed" Litzenberger, född 15 juli 1932 i Neudorf i Saskatchewan, död 1 november 2010 i Etobicoke i Ontario, var en kanadensisk professionell ishockeyspelare som representerade NHL-klubbarna Montreal Canadiens, Chicago Black Hawks, Detroit Red Wings och Toronto Maple Leafs mellan åren 1952 och 1965.
Litzenberger donerades som en gåva från Montreal Canadiens till Chicago Black Hawks då Black Hawks organisation kämpade för att hålla klubben vid liv.

## NHL-karriären
Litzenberger anslöt till Chicago Black Hawks efter att spelat 29 matcher för Montreal Canadiens säsongen 1954–55 och han skulle sluta den säsongen på 73 spelade matcher på vilka han gjorde 23 mål och 51 poäng. Eftersom han endast hade spelat 5 matcher under de två föregående säsongerna då han tillhörde Canadiens så räknades han fortfarande som en rookie 1955 och han belönades med Calder Memorial Trophy som säsongens bäste nykomling.
Under Litzenberger första år i Black Hawks var laget ett bottenlag. Det var något som han märkte speciellt då han själv hade spelat i ligans topplag innan han anlände till Chicago. Litzenberger upptäckte att vissa av spelarna i klubben hade en dålig inställning då de hela tiden förväntade sig att förlora och de kunde också vara glada om de spelade oavgjort. Det här var något som Litzenberger ville ändra på och han sade till sina lagkamrater att det endast är segrar som räknas och inget annat, och spelar oavgjort så är det inget att fira. Med sin vinnarskalle hjälpte Litzenberger att bygga upp en ny vinnarkultur i Chicago Black Hawks. 
1961 vann Black Hawks sin tredje Stanley Cup och den första på 23 år. Litzenberger skulle vid den här tiden vara lagets kapten och fick till slut utdelning för det jobb han hade lagt ner i klubben. Han hade lyckats att ta klubben från botten till toppen. Efter segern med Black Hawks valde han att spela för Detroit Red Wings men han representerade klubben i endast 32 matcher för redan samma säsong byte Red Wings bort honom till Toronto Maple Leafs. Även i Toronto Maple Leafs skulle han vara framgångsrik då han vann tre Stanley Cup på de tre säsonger han spelade i klubben.

## Farmarligan
Litzenberger skulle också hinna med att spela ett par år i AHL och WHL. När han spelade i AHL representerade han klubben Rochester Americans där han skulle vinna Calder Cup 1965 och 1966. Han är den enda professionella ishockeyspelare i Nordamerika som har vunnit sex raka mästerskapstitlar, fyra i NHL och två i AHL.

## Klubbar
- Regina Pats 1949–1952
- Montreal Royals 1952–54
- Montreal Canadiens 1952–1955
- Chicago Black Hawks 1955–1961
- Detroit Red Wings 1961–62
- Toronto Maple Leafs 1962–1964
- Rochester Americans 1964–1966
- Victoria Maple Leafs 1965–66